# 过山车大亨3
《过山车大亨3》是由Atari发行，由克里斯·索耶及Frontier Developments开发的虚拟经营游戏，为过山车大亨2的续作。

## 游戏概览
《过山车大亨3》跟前两作不同，本作采用3D立体，令玩家可从不同角度观察乐园。乐园设有开放及关闭时间，游戏亦会显示当时的时间。同时亦可以把乐园装饰成不同的主题，例如科幻、冒险、诡异及美國西部等等。玩家更可自製过山车，并于互联网与他人分享。而来访的游客不再只是一人，可以是家庭、情侣、好友，甚至玩家自设的游客也会来访乐园。本版新增了烟火表演，玩家可编定表演及表演的时间。
本作中也取消了一些游戏内容和设定。如爆炸和死亡的设定，过山车脱轨、相撞不再会发生爆炸，游客也不会因游乐设施事故或溺水而身亡。场景中的草地不再会长出杂草，玩家无需雇佣大量的保洁员进行除草，防止乐园好评度下降。道路两旁的路灯、长椅、垃圾桶不再会被破坏。

## 制作
本作不再由克里斯·索耶（Chris Sawyer）研发，由Frontier Developments接替，克里斯·索耶只是担任本游戏的顾问。至于发行商仍然是雅達利。

## 资料片
本作有两款资料片，分别是《野生动物园》(Wild!)和《水上乐园》(Soaked!)

### 水上乐园
本作的第一款资料片，容许玩家于乐园增设泳池及滑道。

### 野生动物园
本作的第二款资料片，容许玩家于乐园增设动物园及一些野外旅程。